# Traversia (oiseau)
Cet article court présente un sujet plus développé dans : Xénique de Stephens.
Genre
Traversia est un genre d'oiseaux monotypique de la famille des Acanthisittidés (xéniques), originaire de Nouvelle-Zélande.

## Liste des espèces
Selon la classification de référence du Congrès ornithologique international (version 6.4, 2016) :
- Traversia lyalli — Xénique de Stephens (Rothschild, 1894) †